# Sorex veraecrucis
Sorex veraecrucis е вид бозайник от семейство Земеровкови (Soricidae).

## Разпространение
Видът е разпространен в Мексико.